# Tony Levin (bubeník)
Tony Levin (30. ledna 1940 – 3. února 2011) byl britský jazzový bubeník. Ve svých počátcích doprovázel různé hudebníky v klubu Ronnieho Scotta v Londýně; hrál zde například s Alem Cohnem nebo Tootsem Thielemansem. V letech 1965–1968 doprovázel saxofonistu Tubby Hayese. V sedmdesátých letech byl členem skupiny Nucleus vedené trumpetistou Ianem Carrem. Během své kariéry spolupracoval i s dalšími hudebníky, mezi které patří Gordon Beck, Paul Dunmall nebo John Surman.